# Comuna de Besanzón
La Comuna de Besanzón (en francés Commune de Besançon) fue un movimiento revolucionario concebido y desarrollado en 1871, con el objetivo de proclamar un ciudad libre y autónoma basado en las experiencias de Lyon (Lyon) y París. La Guerra franco-prusiana, la caída del Segundo Imperio, el advenimiento de la Tercera República, la aparición de la Primera Internacional y la Federación del Jura· Precipitan los eventos. Si bien muchos notables dan testimonio de un contexto insurreccional. La correspondencia de James Guillaume y Mikhail Bakunin· dan fe de un movimiento planificado entre finales de mayo y principios de junio de 1871. Sin embargo con el inicio de la Semana Sangrienta el 21 de mayo y de la campaña militar del nuevo gobierno francés encabezado por Adolphe Thiers, cualquier intento se vio seriamente comprometido. Pese a la esperanza de un reinicio, las semanas y meses posteriores a la idea de una insurrección se abandona definitivamente reforzada por la extinción de los grupos y actividades llamados anarquistas a partir de 1875.